# Ochrosia bodenheimarum
Ochrosia bodenheimarum är en oleanderväxtart som beskrevs av André Guillaumin. Ochrosia bodenheimarum ingår i släktet Ochrosia och familjen oleanderväxter. Inga underarter finns listade i Catalogue of Life.